# Генерал Тошево
 За селото със същото име вижте Генерал Тошево (село).  
Генера̀л То̀шево е град в Североизточна България. Намира в област Добрич, на 25 км североизточно от гр. Добрич и в близост до границата на България с Румъния. Градът е административен център на община Генерал Тошево.
По данни на ГРАО към 15 юни 2023 г. в града живеят 6194 души по настоящ адрес и 6813 души по постоянен адрес.

## История

### Османски период
Първите исторически сведения за днешния общински център Генерал Тошево датират от 1573 г. в турския данъчен регистър на джелепкешаните, където селището се споменава с името, което носи до 1942 г. – Касъм. Селото е записано с името Семиз Касъм с хаджи Енбиялар и са посочени имената на осем овчари, дължащи общо 340 овце на държавата. Четирима от тези овчари носят фамилията Касъм, което е основание да се смята, че първият от тях, заселил се по тези земи, е дал името на селището. В документа се споменават имената и на другите трима мъже от фамилията Касъм и това са синовете на Семиз – Сюлейман Семиз Касъм и Муса Семиз Касъм, и Торсун, негов брат. В документа от 1573 г. се споменава и името на хаджи Енбиялар, но за него няма съхранени източници. През 1673 г. в турските регистри селището е записано само като Касъм, а през 1676 г. е променено на Семиз Касъм. Съществуват известни спорове във връзка с името на село Великово, което също се споменава като Семиз Касъм и още като Касъмджа, Касъм даде.
Има няколко предположения за значението на „Семиз Касъм“. Семиз на турски значи тлъст, угоен, изхранен. Това може да се тълкува в смисъл, че първият заселил се тук Касъм е бил пълен, тлъст, охранен и затова е наречен Семиз Касъм. Касъм (още и Касим), освен че е собствено име, има и още няколко значения: делител, който разделя, т.е. 8 ноември – началото на зимата (празникът Димитровден); още и шепа, т.е. малко селце.

### В Третото българско царство
През 1903 г. в селото се установява малка колония от 220 души добруджански немци. Те напускат Генерал Тошево през 1943 г. по програмата Heim ins Reich.
По време на румънската окупация на Южна Добруджа румънските власти провъзгласяват селището за околийски център на околия Свети Димитър, и селото официално получава името Свети Димитър (на румънски: Stantul Dumitru) през 1926 г. През 1934 г. името на селото пак е променено, като отново му е дадено румънско наименование – Йон Георге Дука – румънски буржоазен политик, лидер на националлибералите, министър-председател на Румъния, убит на 29 декември 1933 г. на перон на гарата в град Синая от привърженици на Желязната гвардия. Според запазените писмени свидетелства към 1929 година селището претърпява чувствително стопанско развитие, когато до него достига железопътната линия Добрич – Черна вода.
След връщането на Южна Добруджа в пределите на Царство България се правят опити за подмяна на турското му име с българско. През 1941 г. местният общински съвет обсъжда замяната на Касъм с Кардамче, но предложението не е прието. Същата година е предложено друго име – Водниково, но то е отхвърлено, защото произлиза от „водник“ – подигравателно обръщение на котленци към местните зетьове, за които се е смятало, че са напълно подчинени на съпругите си.
На заседание на Министерския съвет на Царство България от 19 септември 1941 г. е решено да се дадат нови имена на железопътните гари в Добруджа и Македония. По линията Ботево – Кардам са посочени новите имена на гарите. Старото име на гара Касъм да се смени на Генерал Тошев, на името на генерал Стефан Тошев – командирът на Трета българска армия, освободила Добруджа от румънската окупация. Със заповед № 2191 от 27 юни 1942 г. е решено „село Касъм да се преименува Генерал Тошево“. Още тогава са заложени две имена – гарата е Генерал Тошев, която носи това име и до днес, а селото – Генерал Тошево.

### В Народна република България
През 1952 г. поради идеологически причини се правят опити за нова промяна на наименованието на селището. По този повод се прави специално заседание на Изпълнителния комитет на Околийския народен съвет на депутатите на трудещите се. На 24 май 1952 г. този въпрос е поставен на обсъждане и решаване с мотива, че е недопустимо да се нарича „на генерал от бившата фашистка армия и то за в бъдеще не може да носи горното название“. Предложени са имената Житомир (считано и за най-подходящо поради големия зърнодобив) и Орловград (на името на Добри Атанасов, с партизанско име Орлов, убит край град Добрич). Отправено е искане до Президиума на Народното събрание Генерал Тошево да се смени с Орловград, но е отхвърлено. Житомир също не е прието и името Генерал Тошево се запазва.
През 1956 г. близко разположеното село Маловец е слято с Генерал Тошево и заличено от списъка на населените места. С указ № 5, обнародван на 8 януари 1963 г., село Пастир също влива в града и остава като квартал, запазвайки името си. С указ № 38 от 30 януари 1960 г. (обнародван в „Държавен вестник“ на 2 февруари същата година) село Генерал Тошево е обявен за град със същото име.

## Население и култура
При преброяването през 2011 г. населението на Генерал Тошево е 6 928 жители. В религиозно отношение болшинството жители са православни християни, но в селото живеят и мюсюлмани. От етническа гледна точка по-голямата част от населението (84,02%) са българи, като малцинствата са роми (6,45%) и турци (2,26%). За 6,94% от жителите етническата принадлежност не е известна.
| Българи    | 84,02% |
| Роми       | 6,45%  |
| Турци      | 2,26%  |
| Неизвестно | 6,94%  |

### Забележителности
- На 5 км от гр. Генерал Тошево се намира Институтът по пшеница и слънчоглед, основан през 1951 година, който носи името „Добруджански земеделски институт“. Той се специализира като национално изследователско учреждение по селекция на пшеница и слънчоглед и разработване на промишлени технологии за тези култури.
- Исторически музей
- Историко-етнографска сбирка. Съдържа копия на археологични находки и автентични етнографски експонати от общината.
- Паметник на император Александър Втори
- Паметник-бюст на Йордан Йовков
- Паметник на жителите на община Генерал Тошево, загинали в Балканските войни, Първата и Втората Световна война
- Бюст-паметник на генерал от пехотата Стефан Тошев – български военен деец и герой от Първата световна война.
- Народно читалище „Светлина 1941“
- Църква/православен храм „Свети Димитър Солунски“

- Читалищен дом „Светлина“
- Църква „Свети Димитър Солунски“
- Паметник на император Александър Втори
- Паметник на Йордан Йовков
- Паметник на тошевци, загинали във войните

### Редовни събития
Съборът на Генерал Тошево датира от 1925 г., когато румънските власти обявяват тогавашното село Касъм за център на околия Свети Димитър. Християнската църква носи името на светеца, чийто празник е на 8 ноември по стар стил – Димитровден. Съборът продължава да се празнува на 8 ноември до 1970 г. От 1971 до 1980 г. съборът е изместен на 22 април – рождения ден на В. И. Ленин, но на практика градът е имал два събора – на 22 април и по традиция на Димитровден. От 1980 до 1989 г. съборът се празнува на 7 ноември – Денят на Великата октомврийска социалистическа революция. Демократичните промени в България след 10.11.1989 г. отново връщат празнуването на сбора на 8 ноември. Празникът на града се отбелязва на Архангеловден с Решение на Общинския съвет от 21 октомври 1991 г.
The Next Generation Rock е рок- и метъл-фестивал, който се провежда през 2010 и 2011 г.

### Химн на града
Роден край, ти, земя ненагледна,
първо в тебе пристъпва България
с гласовете на битки победни,
на певци и на морни жътвари.
Припев:
Роден град... На дланта си корава
Добруджанската шир те въздига
с генералския подвиг и слава
на кръвта ни във вечната книга.
Припев:
Роден дом, мое мило огнище
със цъфтящи бразди и предели.../ с бели птици и сини предели /
Сред простора – за слънце отприщен –
тръгват нашите пътища бели.
Припев:
Добруджанци, потомци честити
на чутовен и древен народ,
да изправим чела до звездите
и да слеем мечти и живот.
Автор на химна: Драгни Драгнев

## Личности
- Борис Бръмчийски – композитор, диригент
- Добрин Добрев (1972) – добруджански народен певец, роден в с. Росица, наследник на песните на Верка Сидерова. Общественик, солист на БНР и БНТ. Автор на книгите „Разпалени въглени“ (2020) и „В Родината ми топли пепелта“ (2017). Преводач от гръцки език.
- Доц. д-р Тодор Тодоров († 1996) – икономист, доцент, преподавател в ИУ – Варна, основател на катедра „Аграрни науки“, народен представител в XXXVI и XXXVII НС, председател на Аграрната комисия към НС.
- Енчо Малев – икономист, роден в с. Росица, народен представител в XXXVIII, XXXIX НС
- Милен Петков – футболист
- Пламен Паскалев – почетен гражданин на град Генерал Тошево, четвърто място по борба (свободен стил) на Олимпиадата през 1996 в САЩ, треньор в Central Missouri State University (USA).
- Пламен Манушев – вицеадмирал, почетен гражданин на град Генерал Тошево. Народен представител в XLII и XLIII НС
- Живко Желев – роден в с. Красен, музикален ръководител на ПФА „Добруджа“, кавалджия, композитор и диригент. Ръководител на орк. „Бисери“ и приятели гр. Добрич. Реализирал е десетки записи в БНР, БНТ и МГ „Добруджа“. Работи с едни от най-ярките певци – Вълкана Стоянова, Калинка Вълчева, Верка Сидерова, Янка Рупкина, Руска Добрева, Анелия Радева, Стоян Варналиев.
- Полковник Лъчезар Пенчев Цветанов († 2023) – щангист, шампион на България в тежка категория, 8-и в света по вдигане на тежести на Олимпийски игри. Впоследствие развива кариера в МВР и става една от водещите фигури в България в областта на кинологията.

## Побратимени градове
Генерал Тошево е побратимен град с:
- Болград, Украйна[6]
- Мангалия, Румъния
- Тараклия, Молдова